# Кінгстаун
Кінгстаун (англ. Kingstown) — столиця, головний господарський центр і найбільший порт незалежної держави Сент-Вінсент і Гренадини. Населення міста — 17400 жителів. Кінгстаун розташований на південно-західному узбережжі острова Сент-Вінсент у Кінгстаунській затоці. Тут перебуває глибокий викопаний людьми порт міста.

## Економіка
Кінгстаун — важливий фінансовий центр, де розташовано безліч банків, з податковими пільгами. Сільське господарство спеціалізується на виробництві бананів, кокосових горіхів й ароруту (крохмального борошна з кореневищ і маранти).

## Пам'ятки
Серед визначних пам'яток музей історії чорних карибів й англіканський собор. Тут перебуває ботанічний сад, заснований понад 240 років тому (в 1763 році). На мисі в північній частині міста розташовано Форт Шарлотт — англійське укріплення XVIII століття, побудоване для відбиття французьких атак.

## Клімат
Місто знаходиться у зоні, котра характеризується вологим тропічним кліматом. Найтепліший місяць — вересень із середньою температурою 26.2 °C (79.2 °F). Найхолодніший місяць — березень, із середньою температурою 23.9 °С (75 °F).
| Клімат Кінгстауна       | Клімат Кінгстауна | Клімат Кінгстауна | Клімат Кінгстауна | Клімат Кінгстауна | Клімат Кінгстауна | Клімат Кінгстауна | Клімат Кінгстауна | Клімат Кінгстауна | Клімат Кінгстауна | Клімат Кінгстауна | Клімат Кінгстауна | Клімат Кінгстауна | Клімат Кінгстауна |
| Показник                | Січ.              | Лют.              | Бер.              | Квіт.             | Трав.             | Черв.             | Лип.              | Серп.             | Вер.              | Жовт.             | Лист.             | Груд.             | Рік               |
| Середній максимум, °C   | 28,9              | 28,9              | 28,9              | 30                | 31,1              | 30                | 31,1              | 31,1              | 31,1              | 31,1              | 30                | 30                | 30,2              |
| Середня температура, °C | 24,6              | 24                | 23,9              | 24,4              | 25                | 25,8              | 26                | 26                | 26,2              | 26,2              | 26                | 25,4              | 25,3              |
| Середній мінімум, °C    | 23,9              | 23,9              | 23,9              | 25                | 26,1              | 23,9              | 23,9              | 26,1              | 26,1              | 26,1              | 25                | 25                | 24,9              |
| Норма опадів, мм        | 135               | 103               | 72                | 71                | 79                | 150               | 183               | 232               | 232               | 242               | 216               | 214               | 1928              |
| Днів з опадами          | 16                | 13                | 13                | 11                | 12                | 16                | 18                | 15                | 14                | 16                | 17                | 16                | 177               |
| Вологість повітря, %    | 75                | 75                | 75                | 75                | 75                | 80                | 80                | 80                | 80                | 80                | 80                | 75                | 77.5              |
| ----------------------- | ----------------- | ----------------- | ----------------- | ----------------- | ----------------- | ----------------- | ----------------- | ----------------- | ----------------- | ----------------- | ----------------- | ----------------- | ----------------- |
| Джерело: Weatherbase    |                   |                   |                   |                   |                   |                   |                   |                   |                   |                   |                   |                   |                   |